# Clan Russo dei Quartieri Spagnoli
Il clan Russo è un sodalizio camorristico operante sul territorio dei Quartieri Spagnoli nella città di Napoli.

## Storia
Cosca capeggiata dai figli di Domenico Russo, soprannominato “Mimì dei Cani”, ex ricettatore di Rolex dei Quartieri Spagnoli, chiamato così perché da ragazzo vendeva cani in via Toledo all'altezza del Banco di Napoli. L'ultimo dei figli di Mimì, Salvatore, ha sposato la figlia di Ciro Lepre, detto 'o Sceriffo, il boss del Cavone, anch'egli alleato di Misso. I Russo dei Quartieri Spagnoli sono imparentati anche con la famiglia Russo del Rione Traiano e anche con quella di Fuorigrotta, il cui il boss defunto Russo è cugino di primo grado ai capi di queste 2 rispettive famiglie, di cui anche a loro cadono condanne per droga, associazione a delinquere, truffa, armi ed estorsione aggravata. Uno di loro risulta affiliato al clan Puccinelli di Soccavo dove da poco è uscito dal carcere, dopo una detenzione di 3 anni e mezzo per estorsione aggravata.

## La faida con i Di Biasi
Il clan è stato protagonista di una guerra che li ha visti misurarsi con il clan "Faiano" e che ha provocato vittime eccellenti da entrambe le parti. Tutte e due le fazioni hanno avuto i rispettivi capofamiglia assassinati. Il primo a morire fu proprio Domenico Russo, allora quarantaseienne. L'8 gennaio del 1999 fu ucciso al vico Canale Taverna Penta, vicino alla sua abitazione, da due persone in sella ad una moto di grossa cilindrata. Secondo gli inquirenti, il capostipite dei Russo venne ucciso perché volle mettersi in proprio a gestire il traffico di droga. La vendetta dei figli di Domenico Russo avvenne dopo poco tempo: il 20 aprile fu ucciso Francesco Di Biasi, 71 anni, padre dei fratelli detti i Faiano. Francesco Di Biasi fu ucciso di sera nel suo basso in via Figurelle a Montecalvario, mentre stava davanti alla TV insieme con la moglie: un sicario bussò alla porta per farsi aprire, mentre un altro infilò la pistola nel basso semi-aperto e lo freddò. Gli assassini poi si dileguarono in sella ad una moto di grossa cilindrata, riuscendo poi a far perdere le proprie tracce nei vicoli dei Quartieri Spagnoli. La guerra comunque proseguì per diversi anni e portò a diverse morti, tra cui anche quella dei boss Antonio Di Biasi, detto 'o Pavesino, e Maurizio Russo, ucciso il 9 aprile del 2000.
Secondo gli investigatori ad avere la meglio furono i Di Biasi, che reinstaurarono il loro predominio nei vicoli negli anni che vanno dal 2004 al 2007 (anno di un grosso blitz ai danni dei Faiano che portò a numerosi arresti e pentimenti eccellenti e che di fatto sembra aver assestato un colpo mortale alla cosca).. Dopo ciò il clan Russo, uscito vittorioso dalla faida, continua a comandare e ad avere la propria egemonia sui Quartieri Spagnoli.

## Fatti recenti
- L’11 febbraio 2019 è stato arrestato Domenico Russo, allora 19enne, nipote del boss Mimì dei Cani. Russo è responsabile di porto e detenzione di arma clandestina da guerra con relativo munizionamento, ricettazione e resistenza a pubblico ufficiale.[2]